# Новомугринский сельсовет
Новомугринский сельсовет  — административно-территориальная единица и муниципальное образование со статусом сельского поселения в Сергокалинском районе Дагестана Российской Федерации.
Административный центр — село Новое Мугри.

## Население
| 2002 | 2010 | 2012 | 2013 | 2014 | 2015 | 2016 |
| ---- | ---- | ---- | ---- | ---- | ---- | ---- |
| 639  | ↘624 | ↗630 | ↘625 | ↗629 | ↘628 | ↗630 |
| 2017 | 2018 | 2019 | 2020 | 2021 | 2023 | 2024 |
| ↘629 | ↘627 | ↘618 | ↗620 | ↘353 | ↘346 | ↘342 |
| 2025 |      |      |      |      |      |      |
| ↗350 |      |      |      |      |      |      |

## Состав
| № | Населённый пункт | Тип населённого пункта       | Население |
| - | ---------------- | ---------------------------- | --------- |
| 1 | Мугри            | село                         | →0        |
| 2 | Новое Мугри      | село, административный центр | ↘342      |